# Сельское поселение «Домнинское» (Забайкальский край)
Се́льское поселе́ние «Домнинское» — муниципальное образование в Читинском районе Забайкальского края Российской Федерации.
Административный центр — село Домна.

## География
Сельское поселение «Домнинское» расположено к юго-западу от Читы и граничит с тремя сельскими поселениями:
1. Сельское поселение «Ингодинское»
2. Сельское поселение «Колочнинское»
3. Сельское поселение «Сивяковское»

## История
Статус и границы сельского поселения установлены Законом Читинской области от 19 мая 2004 года «Об установлении границ, наименований вновь образованных муниципальных образований и наделении их статусом сельского, городского поселения в Читинской области»

## Население
| 2010  | 2011  | 2012  | 2013  | 2014  | 2015  | 2016  |
| ----- | ----- | ----- | ----- | ----- | ----- | ----- |
| 6686  | ↗6727 | ↗6948 | ↗7047 | ↘6979 | ↘6963 | ↘6825 |
| 2017  | 2018  | 2019  | 2020  | 2021  |       |       |
| ↘6687 | ↘6517 | ↘6461 | ↘6455 | ↘6078 |       |       |

## Состав сельского поселения
| № | Населённый пункт | Тип населённого пункта       | Население |
| - | ---------------- | ---------------------------- | --------- |
| 1 | Домна            | село, административный центр | ↘6078     |